# Tryssogobius quinquespinus
Tryssogobius quinquespinus es una especie de peces de la familia de los Gobiidae en el orden de los Perciformes.

## Morfología
- Las hembras pueden alcanzar los 2.1 cm de longitud total.
- Número de vértebras: 26.[1]

## Hábitat
Es un pez de Mar y, de clima tropical y demersal que vive hasta los 27 m de profundidad. 

## Distribución geográfica
Se encuentra en el Pacífico occidental: Papúa Nueva Guinea.

## Observaciones
Es inofensivo para los humanos. 